# 1488
1488. је била проста година.